# Cobitis

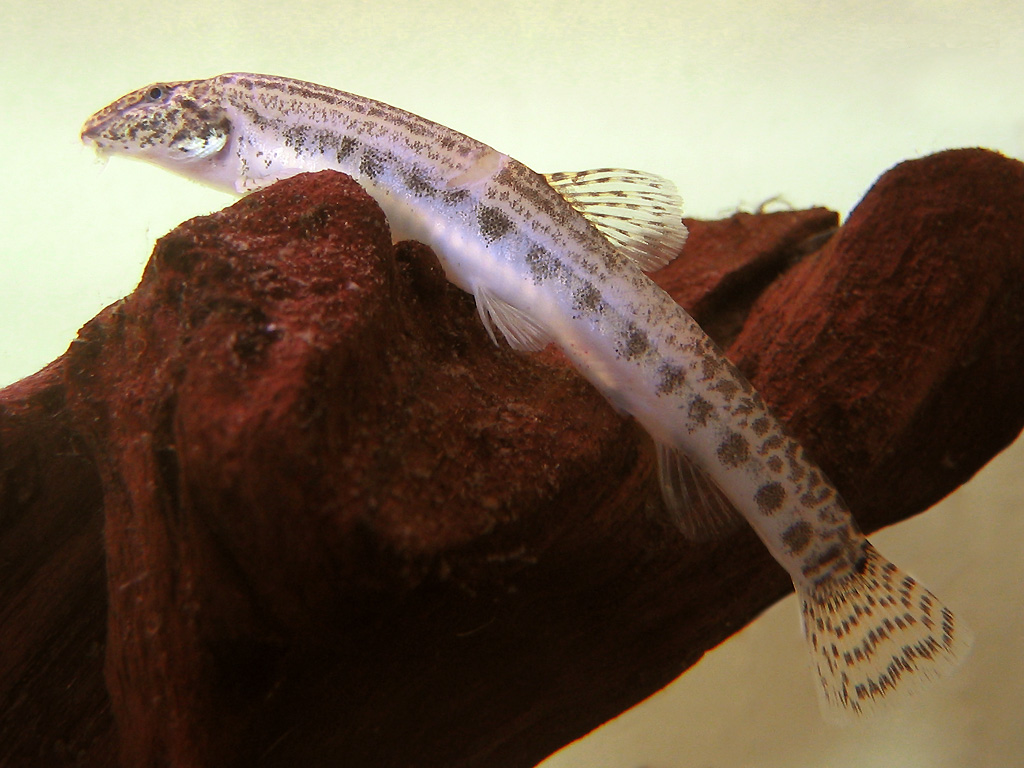
Gatet (Cobitis taenia)

Cobitis és un gènere de peixos actinopterigis de la família dels cobítids. La raboseta o llopet ibèric (Cobitis calderoni) i el llopet de riu (Cobitis paludica) en són els únics representants als Països Catalans.

## Taxonomia
- Cobitis albicoloris (Chichkoff, 1932)[3]
- Cobitis arachthosensis (Economidis & Nalbant, 1996)[4][5]
- Cobitis battalgili (Bacescu, 1962)
- Cobitis bilineata (Canestrini, 1866)[6]
- Cobitis bilseli (Battalgil, 1942)
- Cobitis biwae (Jordan & Snyder, 1901)[7]
- Llopet ibèric (Cobitis calderoni) (Bacescu, 1962)[8][9]
- Cobitis choii (Kim & Son, 1984)[10]
- Cobitis conspersa (Cantoni, 1882)
- Cobitis dalmatina (Karaman, 1928)[11]
- Cobitis dolichorhynchus (Nichols, 1918)
- Cobitis elazigensis (Coad & Sarieyyüpoglu, 1988)[12]
- Cobitis elongata (Heckel & Kner, 1858)[13]
- Cobitis elongatoides (Bacescu & Maier, 1969)[14][15]
- Cobitis evreni (Erk'akan, Özeren & Nalbant, 2008)[16]
- Cobitis fahireae (Erkakan, Atalay-Ekmekci & Nalbant, 1998)
- Cobitis granoei (Rendahl, 1935)
- Cobitis haasi (Klausewitz, 1955)
- Cobitis hangkugensis (Kim, Park, Son & Nalbant, 2003)[17][18]
- Cobitis hellenica (Economidis, 1991)[4]
- Cobitis illyrica (Freyhof & Stelbrink, 2007)[19]
- Cobitis jadovaensis (Mustafic & Mrakovcic, 2008)[20]
- Cobitis kellei (Erkakan, Atalay-Ekmekci & Nalbant, 1998)
- Cobitis laoensis (Sauvage, 1878)
- Cobitis laterimaculata (Yan & Zheng, 1984)[21]
- Cobitis lebedevi (Vasil'yeva & Vasil'ev, 1985)[22]
- Cobitis levantina (Krupp & Moubayed, 1992)
- Cobitis linea (Heckel, 1846-1849)[23]
- Cobitis longitaeniatus (Ngô, 2008)[24]
- Cobitis lutheri (Rendahl, 1935)[25]
- Cobitis macrostigma (Dabry de Thiersant, 1872)
- Cobitis maroccana (Pellegrin, 1929)
- Cobitis matsubarai (Okada & Ikeda, 1939)
- Cobitis megaspila (Nalbant, 1993)[26]
- Cobitis melanoleuca (Nichols, 1925)[27]
- Cobitis meridionalis (Karaman, 1924)[28]
- Cobitis misgurnoides (Rendahl, 1944)
- Cobitis narentana (Karaman, 1928)[11]
- Cobitis ohridana (Karaman, 1928)[11][29]
- Cobitis pacifica (Kim, Park & Nalbant, 1999)[30]
- Llopet de riu (Cobitis paludica) (de Buen, 1930)[31]
- Cobitis phongnhaensis (Ngô, 2008)[24]
- Cobitis phrygica (Battalgazi, 1944)
- Cobitis pontica (Vasil'eva & Vasil'ev, 2006)[32]
- Cobitis puncticulata (Erkakan, Atalay-Ekmekci & Nalbant, 1998)[33]
- Cobitis punctilineata (Economidis, 1991)[4]
- Cobitis rarus (Chen, 1981)
- Cobitis rhodopensis (Vassilev, 1998)
- Cobitis rossomeridionalis (Vasiljeva & Vasiljev, 1998)
- Cobitis satunini (Gladkov, 1935)[34]
- Cobitis shikokuensis (Suzawa, 2006)[35]
- Cobitis sinensis (Sauvage & Dabry de Thiersant, 1874)[36][37]
- Cobitis splendens (Erkakan, Atalay-Ekmekci & Nalbant, 1998)
- Cobitis squataeniatus (Ngô, 2008)[24]
- Cobitis stephanidisi (Economidis, 1992)[38][39]
- Cobitis striata (Ikeda, 1936)
- Cobitis strumicae (Karaman, 1955)[40]
- Cobitis taenia (Linnaeus, 1758)[41][42][43][44][45]
- Cobitis takatsuensis (Mizuno, 1970)[46][47][48][49]
- Cobitis tanaitica (Bacescu & Maier, 1969)[50]
- Cobitis taurica (Vasil'eva, Vasol'ev, Janko, Ráb & Rábová, 2005)[51]
- Cobitis tetralineata (Kim, Park & Nalbant, 1999)
- Cobitis trichonica (Stephanidis, 1974)[52]
- Cobitis turcica (Hankó, 1924)
- Cobitis vararensis (Erkakan, Atalay-Ekmekci & Nalbant, 1998)
- Cobitis vardarensis (Karaman, 1928)[11]
- Cobitis vettonica (Doadrio & Perdices, 1997)[53]
- Cobitis zanandreai (Cavicchioli, 1965)[54][55][56][57][58][59][60][61]